# 숙청

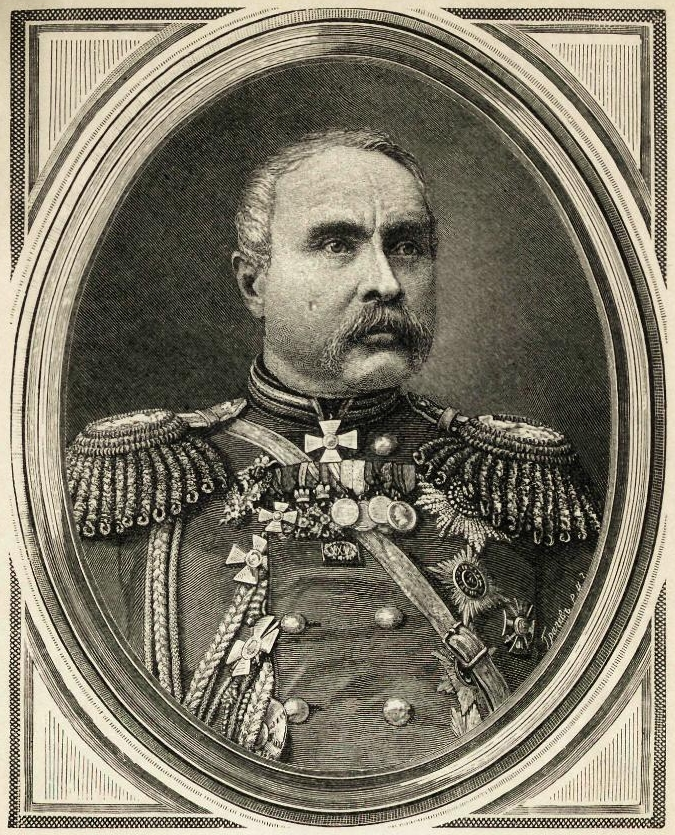
러시아의 니콜라이 예브도키모프 백작은 체르케스 원주민을 겨냥한 러시아 군사 작전을 "오치셴니에"(숙청)라고 불렀던 "치체쿤" 절멸 캠페인을 조직했다.

역사, 종교, 정치학에서 숙청(肅淸, 영어: purge)은 권력을 가진 자들이 바람직하지 않다고 여기는 사람들을 정부, 다른 단체, 그들의 팀 지도자 또는 사회 전체에서 직위 해임하거나 처형하는 것이다. 이러한 노력을 수행하는 집단은 스스로를 숙청한다고 지칭한다. 숙청은 비폭력적이거나 폭력적일 수 있으며, 전자는 숙청된 사람들을 단순히 직위에서 제거함으로써 해결되는 경우가 많고, 후자는 숙청된 사람들을 투옥, 망명 또는 모살함으로써 해결되는 경우가 많다.

## 특징
중국의 1927년 상하이 학살과 나치 독일의 장검의 밤은 정치 지도자가 당내 특정 부문이나 집단에 맞서 그 구성원을 죽이는 것으로, 일반적으로 "숙청"이라고 불린다. 크림 타타르인 강제이주와 같이 인종 차별과 제노포비아를 근거로 대규모 인구를 추방하는 것은 숙청으로 불리지 않는다.
갑작스럽고 폭력적인 숙청이 주목할 만하지만, 대부분의 숙청은 즉각적인 처형이나 투옥을 포함하지 않는다. 예를 들어, 체코슬로바키아 공산당의 무관심 또는 태만을 이유로 한 주기적인 대규모 숙청이나, 1933년~1934년 전문직 공무원 복구법에 따른 독일 공무원 내 유대인 및 비더슈탄트 숙청 등이 그러하다.
1966년부터 마오쩌둥 주석과 그의 측근들은 문화대혁명의 일환으로 류사오치 주석과 당시 덩샤오핑 사무총장을 포함한 중국공산당의 많은 지도부를 숙청했다. 마오쩌둥주의 국가에서는 보통 라오가이 캠프에서의 강제 노동과 처형이 포함되었다. 덩샤오핑은 여러 번 숙청된 후 다시 권력을 잡는 것으로 명성을 얻었다.

## 용어의 역사적 사용

### 잉글랜드 내전 숙청, 1648–1650
이 용어의 가장 초기의 사용은 잉글랜드 내전의 프라이드의 숙청으로 거슬러 올라간다. 1648년부터 1650년까지, 잉글랜드 장기의회의 온건파 의원들은 신모범군에 의해 숙청되었다. 잉글랜드 의회는 올리버 크롬웰의 잉글랜드 공화국 하에서 영국 상원 전체의 숙청을 포함하여 후속 숙청을 겪었다. 왕당파와 같은 반혁명주의자와 수평파와 같은 더 급진적인 혁명주의자들이 숙청되었다. 잉글랜드 왕정복고 이후, 완고한 공화주의자들은 숙청되었고 일부는 영국령 아메리카의 뉴잉글랜드 식민지로 도피했다.

### 소비에트 연방
숙청은 소비에트 연방에서 빈번했다. 소비에트 연방에서는 민간 엘리트보다 군사 및 내부 보안 엘리트가 구금될 가능성이 더 높았다.
"숙청"이라는 용어는 종종 스탈린주의와 연관된다. 이오시프 스탈린은 소련을 이끌면서 수만 명의 사람들이 굴라크 노동 수용소로 보내지고, 경쟁 공산주의자, 군 장교, 소수 민족, 와해자, 그리고 공산주의에 반대하는 음모를 꾸몄다는 혐의를 받은 시민들이 노골적으로 처형되는 결과를 낳은 반복적인 숙청을 감행했다. 스탈린은 니콜라이 예조프와 함께 1930년대 중후반에 가장 악명 높은 소련 공산당 숙청인 대숙청을 시작했다.

### 나치 독일
1934년, 아돌프 히틀러 총리는 에른스트 룀, 돌격대 민병대의 다른 지도자들, 그리고 정치적 반대자들의 처형을 명령했다.

### 제2차 세계대전 이후 프랑스
1944년 프랑스 해방 이후, 프랑스 공화국 임시정부 특히 레지스탕스는 전 협력자, 소위 "비시주의자"들을 숙청했다. 이 과정은 법률 용어로 에퓌라시옹 레갈("법적 숙청")로 알려졌다. 다른 국가들과 다른 경우의 유사한 과정으로는 연합군 점령하 독일의 탈나치화와 탈공산주의 국가들의 탈공산화가 있었다.

### 제2차 세계대전 이후 일본
레드 퍼지는 1940년대 후반부터 1950년대 초반까지 점령된 일본에서 일어난 반공주의 운동이다. 연합군 최고사령부의 지원과 격려를 받아 일본 정부와 민간 기업이 수행한 레드 퍼지는 수만 명의 좌파 단체, 특히 일본공산당과 연관된 것으로 알려진 단체의 회원, 지지자 또는 동조자들이 정부, 민간 부문, 대학 및 학교의 직책에서 해고되는 결과를 낳았다. 레드 퍼지는 제2차 세계대전 이후 냉전 긴장과 적색공포의 고조에서 비롯되었으며, 점령 정책의 광범위한 "리버스코스" 내에서 중요한 요소였다. 레드 퍼지는 1950년 6.25 전쟁 발발 이후 최고조에 달했으며, 이때 공산주의 중국은 북한을 지원했다. 1951년 더글러스 매카서 장군이 매슈 리지웨이 장군으로 교체되면서 완화되기 시작했고, 1952년 점령이 끝나면서 종결되었다.

### 공산주의 쿠바
1959년 쿠바 혁명 이후, 쿠바의 피델 카스트로는 이전에 바티스타 정권과 관련되었던 사람들을 종종 숙청했다. 숙청은 대개 사형 선고를 받은 사람들을 처형하는 것을 포함했다. 카스트로는 이후 쿠바 공산당에서 주기적으로 숙청을 감행했다. 한 가지 주목할 만한 숙청은 1989년에 일어났는데, 이때 고위 쿠바 혁명군 장군인 아르날도 오초아가 마약밀매 혐의로 사형을 선고받고 총살형에 처해졌다. 1990년대와 2000년대에는 쿠바에서 숙청이 덜 흔해졌다.

### 미국: 적색공포, 비미 활동 위원회 및 매카시즘
1938년부터 1975년까지 미국 하원의 조사 위원회인 비미 활동 위원회 (HUAC)는 공공 생활에서 "공산주의 동조자"로 의심되는 사람들을 숙청하는 캠페인을 벌였다. 비폭력적이었지만, HUAC의 캠페인은 많은 개인의 경력을 파괴했으며, 특히 연예 산업에서는 HUAC가 할리우드 블랙리스트를 통해 좌파 목소리를 산업에서 완전히 숙청하려고 시도했다.
HUAC의 일부는 아니었지만, 미국 상원의원 조지프 매카시는 1940년대와 1950년대 내내 공산주의 동조자로 인식되는 사람들을 숙청하려는 노력의 주요 동력이었으며, 이는 1954년 그의 비난과 비난으로 끝났다.

## 21세기

### 중화인민공화국
일부 관찰자들은 시진핑의 반부패 운동을 숙청으로 간주한다. 2012년 중국공산당 제18차 전국대표대회가 끝난 후 중국에서 광범위한 부패 척결 캠페인이 시작되었다. 중국공산당 총서기 시진핑의 후원 아래 진행된 이 캠페인은 공산주의 중국 역사상 가장 큰 규모로 조직된 것으로 알려진 반부패 노력이다.

### 이란
이란 정부의 문화혁명 최고위원회는 대학들을 숙청했다.
2023년 8월, 정부는 대학에서 15,000명의 대체 인력을 고용하고 학교에 성직자를 배치하는 프로그램을 진행했다고 보도되었다. 또한 테헤란 예술대학교의 조각, 음악, 영화/영화 제작 주요 교과 과정을 폐지했다.
정부는 이슬람 연구를 더욱 강화했다. 많은 학자들이 해고되었다. 2023년 12월 14일 교육부는 교사 대신 성직자 7000명을 고용할 것이라고 발표했다.

### 이라크
탈바트화는 2003년 미국 주도 침공 이후 연합 과도 당국 (CPA)과 이후 이라크 정부가 새로운 이라크 정치 체제에서 바트당의 영향력을 제거하기 위해 수행되었다. 이는 2003년 5월 16일 발효된 CPA 명령 1호에서 처음으로 명시되었다. 이 명령은 바트당과 관련된 모든 공공 부문 직원들이 직위에서 해고되고 향후 공공 부문 고용이 금지된다고 선언했다.
2007년 이전에 명령 2호 부록 A에 나열된 다른 조직의 직원뿐만 아니라 50,000명의 민간 공무원들이 탈바트화의 결과로 직위에서 해고된 것으로 추정된다. 또 다른 추정은 2007년 이전에도 "100,000명의 공무원, 의사, 교사"가 저수준 연계로 인해 공공 부문에서 강제로 해고되었다고 언급한다.

### 조선민주주의인민공화국
김씨 일가 구성원들은 1950년대부터 북한에 대한 통제를 강화한 이후 주기적으로 정치적 라이벌이나 위협으로 인식되는 사람들을 숙청했다. 최고 김씨는 그의 아들의 북한 최고 지도자 계승에 반대하는 사람들을 숙청했다. 김일성의 가장 두드러진 숙청은 1956년 "8월 종파 사건" 때 발생했는데, 이때 조선로동당의 친소파와 친중파인 연안파가 김을 축출하려 했다. 이 음모에 가담한 대부분은 처형되었고 일부는 소련과 중국으로 도피했다. 김정일 치하에서도 숙청이 있었지만, 아버지/아들 치하만큼 흔하지는 않았다. 김정은은 집권 초기 아버지 김정일이 임명한 여러 고위 관료와 장군들을 숙청했는데, 가장 두드러진 인물은 숙부인 장성택이었다.

### 튀르키예
2016년 튀르키예 쿠데타 시도 실패 이후, 레제프 타이이프 에르도안 휘하의 튀르키예 정부는 공무원과 튀르키예군 구성원에 대한 숙청을 시작했다. 이 숙청은 표면상 쿠데타의 배후로 지목된 귈렌 운동 구성원으로 추정되는 공무원과 군인에 주로 초점을 맞추었다. 숙청의 일환으로 수천 명의 판사를 포함하여 약 200,000명의 공무원이 해고되고 구금되었다. 튀르키예의 정치화된 쿠르드족도 정의개발당 주도 숙청의 주요 대상이 되었다.

## 같이 보기
- 카타르시스
- 집단학살
- 대숙청
- 공포 정치
- 더러운 전쟁

### 틀
- 틀:차별
- 틀:검열